# Aurach (Bawaria)
Aurach – miejscowość i gmina w Niemczech, w kraju związkowym Bawaria, w rejencji Środkowa Frankonia, w regionie Westmittelfranken, w powiecie Ansbach. Leży w paśmie Frankenhöhe, około 13 km na południowy zachód od Ansbachu, przy autostradzie A6 i drodze B14.

## Dzielnice
W skład gminy wchodzą następujące dzielnice:
- Aurach
- Weinberg
- Windshofen
- Vehlberg
- Hilsbach
- Eyerlohe
- Dietenbronn
- Gindelbach
- Westheim
- Wahrberg
- Haselmühle
- Gutenmühle
- Schutzmühle
- Elbleinsmühle

## Zabytki i atrakcje
- ratusz z 1375, przebudowany w 1510
- zamek Wahrberg
- Kościół św. Piotra i Pawła (St. Peter und Paul)
- Kościół Matki Boskiej Bolesnej (Sieben Schmerzen Mariä) w dzielnicy Weinberg

## Współpraca
Miejscowości partnerskie:
- Aurach am Hongar, Austria
- Aurach bei Kitzbühel, Austria
- Dorfhain, Saksonia
- Květná, Czechy
- Velké Karlovice, Czechy